# Xystochroma
Xystochroma è un genere di coleotteri appartenente alla famiglia Cerambycidae.

## Tassonomia[1]
- Xystochroma bouvieri (Gounelle, 1911)
- Xystochroma buprestoides (Bates, 1885)
- Xystochroma chloropus (Bates, 1879)
- Xystochroma clypeatum (Schwarzer, 1923)
- Xystochroma echinatum Napp & Martins, 2005
- Xystochroma femoratum Napp & Martins, 2005
- Xystochroma gracilipes (Bates, 1879)
- Xystochroma incomptum Napp & Martins, 2005
- Xystochroma minutum (Zajciw, 1965)
- Xystochroma neglectum (Gounelle, 1911)
- Xystochroma setigerum (Schmidt, 1924)
- Xystochroma zikani (Zajciw, 1965)